# 邢台火神庙
邢台火神庙，又称火神真君庙，位于中国河北省邢台市襄都区府前街，为一处明代风格的古建筑。2001年2月7日，列入河北省文物保护单位。
邢台火神庙始建于明代天顺四年（1460年），现占地面积1771平方米。每年农历十月十八，此处有传统庙会。